# Sabotaleeuwerik
De sabotaleeuwerik (Calendulauda sabota; synoniem: Mirafra sabota) is een zangvogel uit de familie Alaudidae (leeuweriken).

## Verspreiding en leefgebied
Deze soort komt voor in zuidelijk Afrika en telt negen ondersoorten:
- C. s. plebeja: de kust van Cabinda (noordwestelijk Angola).
- C. s. ansorgei: westelijk Angola.
- C. s. naevia: noordwestelijk Namibië.
- C. s. waibeli: noordelijk Namibië en noordelijk Botswana.
- C. s. herero: zuidelijk en oostelijk Namibië en noordwestelijk Zuid-Afrika.
- C. s. sabota: oostelijk Botswana, centraal Zimbabwe en noordoostelijk Zuid-Afrika.
- C. s. sabotoides: centraal en zuidelijk Botswana, westelijk Zimbabwe en noordelijk Zuid-Afrika.
- C. s. suffusca: zuidoostelijk Zimbabwe, zuidelijk Mozambique en oostelijk Zuid-Afrika.
- C. s. bradfieldi: centraal Zuid-Afrika.

## Status
De grootte van de populatie is niet gekwantificeerd maar de soort wordt omschreven als vrij algemeen tot algemeen. Op de Rode lijst van de IUCN heeft deze soort de status niet bedreigd.